# Uzina Tractorul Brașov

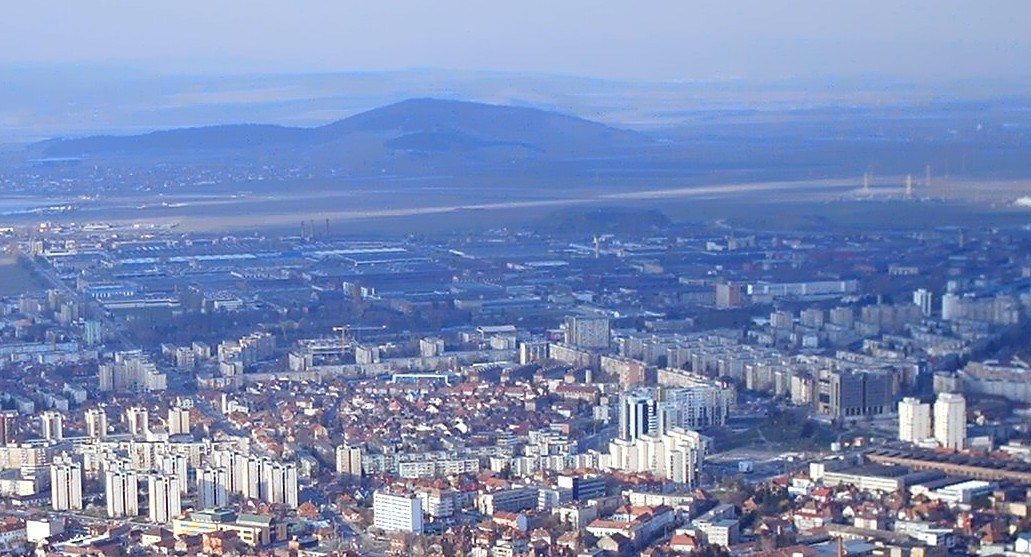
Fabryka ciągników w Braszowie

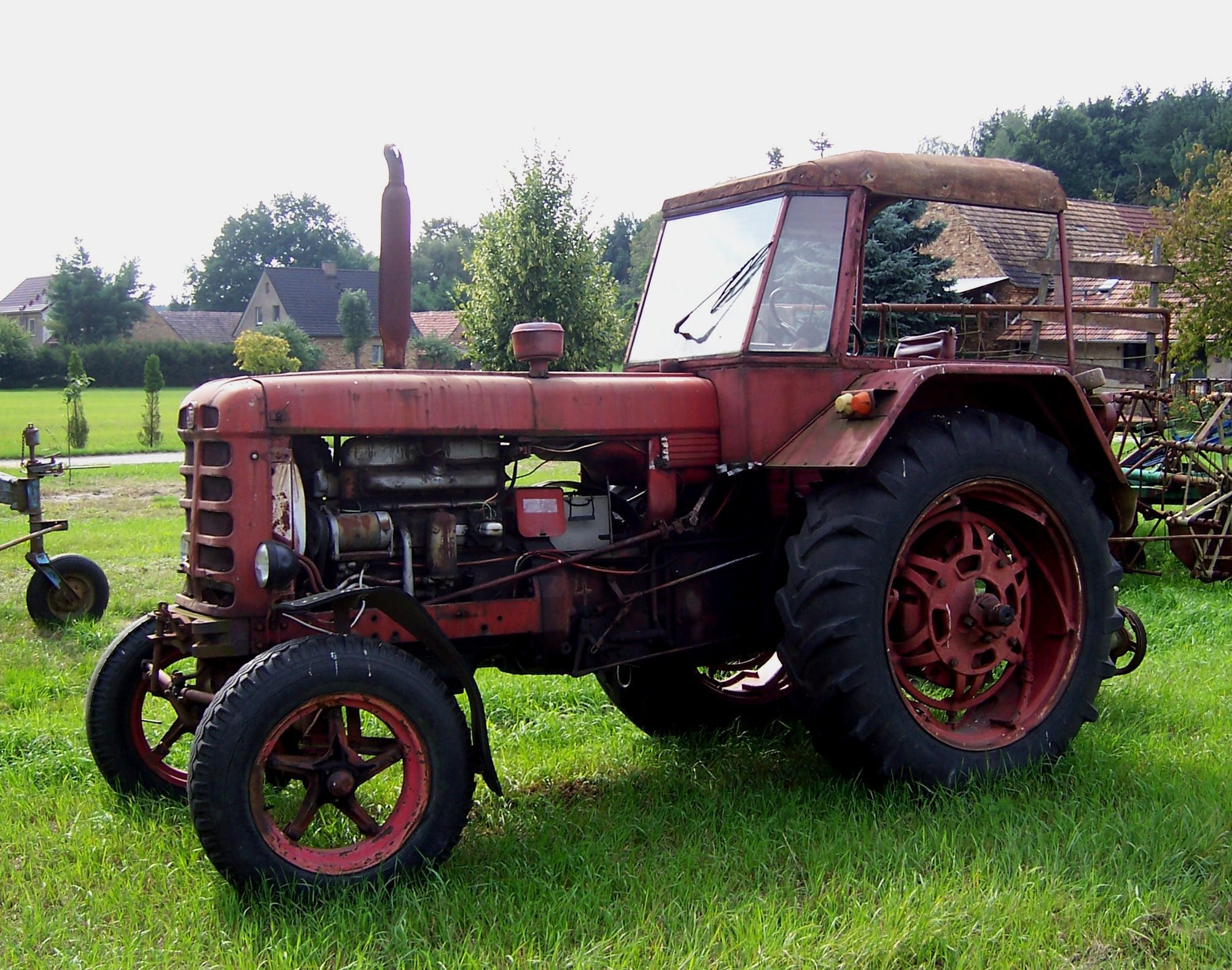
Ciągnik rolniczy UTB Universal 650

Uzina Tractorul Brașov (UTB) – rumuńskie przedsiębiorstwo z Braszowa specjalizujące się w produkcji ciągników rolniczych pod markami UTB oraz Universal.
Założone w 1925 r. jako rumuńsko-francuska spółka joint venture, zawiązana do produkcji samolotów (IAR Brasov). Po znalezieniu się w 1946 w sowieckiej strefie wpływów, wiele z maszyn do produkcji zostało wywiezionych na konto odszkodowań wojennych, a produkcja została skierowana w kierunku produkcji traktorów. Wyprodukowano w tym samym roku pierwszy rumuński ciągnik IAR 22. W 1951 roku uruchomiono produkcję radzieckiego ciągnika gąsienicowego KD-35. W 1954 r. została zakupiona licencja na ciągnik MTZ-2. W 1967-9 rozpoczęto produkcję seryjną ciągnika U 650.
Od 1968 rozpoczęła się produkcja ciągników na licencji włoskiego Fiata. W tym samym roku rozpoczęła się również produkcja przedniego mostu napędowego dla ciągników produkowanych w ramach polsko-czechosłowackiej kooperacji (Ursus C-385A i Zetor 8045). W 1990 roku UTB zostało przekształcony w spółkę a głównymi udziałowcami zostali A.V.A.S. z około 80% akcji i SIF Transilvania z około 17% akcji. W tym czasie zakład zatrudniał 23.000 pracowników a zdolności produkcyjne wynosiły 45 000 ciągników na rok.
W 2002 roku firma wyprodukowała 4000 ciągników pomimo zdolności produkcyjnej 32.000 traktorów/rok. W 2004 firma stała na krawędzi prywatyzacji, kupującym była fabryka traktorów we Włoszech Landini, ale ze względu na nieporozumienia z władzami lokalnymi i ze względu na czas wyborów do prywatyzacji nie doszło.
Do 2005/2006 w sumie około 760 tysięcy ciągników UTB zostało wyeksportowanych. Eksport pod względem kontynentów przedstawia się następująco:
- Azja: 320 000 ciągników
- Europa: 245 000 ciągników
- Ameryka Północna: 95 000 ciągników
- Afryka: 72 000 ciągników
- Ameryka Południowa: 22 000 ciągników
- Australia: 6000 ciągników

23 lutego 2007 roku zakład został zamknięty, wchodząc w stan likwidacji.
Argentyńska firma Grossi, w latach 90. XX wieku, wyprodukowała kilka modeli ciągników uniwersalnych w Rafaela w Santa Fe.
Niektóre z tych modeli to: 2040 CL/DTV/F/V, 2050 CL/DTV/F/V, 2055, 2060 CL/DT/F/V, 2070 CL/DT/F/V i 2075 CL.